# اونانتنا پالگامده
اونانتنا پالگامده (به لاتین: Unantenna Pallegammedde) یک منطقهٔ مسکونی در سری‌لانکا است که در استان مرکزی (سری‌لانکا) واقع شده‌است.